# Жари (Люблінське воєводство)
Жари (пол. Żary) — село в Польщі, у гміні Біща Білґорайського повіту Люблінського воєводства. Населення — 34 особи (2011).

## Історія
За даними етнографічної експедиції 1869—1870 років під керівництвом Павла Чубинського, у селі переважно проживали українськомовні греко-католики, меншою мірою — польськомовні римо-католики.
У 1921 році село входило до складу гміни Біща Білґорайського повіту Люблінського воєводства Польської Республіки.
У 1975—1998 роках село належало до Замойського воєводства.

## Демографія
За даними перепису населення Польщі 1921 року в селі налічувалося 24 будинки та 117 мешканців, з них:
- 55 чоловіків та 62 жінки;
- 72 православні, 32 римо-католики, 13 юдеїв;
- 67 українців, 50 поляків.

Демографічна структура станом на 31 березня 2011 року:
|          | Загалом | Допрацездатний вік | Працездатний вік | Постпрацездатний вік |
| -------- | ------- | ------------------ | ---------------- | -------------------- |
| Чоловіки | 19      | 3                  | 14               | 2                    |
| Жінки    | 15      | 2                  | 7                | 6                    |
| Разом    | 34      | 5                  | 21               | 8                    |